# Чайка, Калистрат Фёдорович
Калистрат Фёдорович Чайка — советский хозяйственный, государственный и политический деятель.

## Биография
Родился в 1922 году в селе Покровка. Член КПСС.
Участник Великой Отечественной войны, командир огневого взвода, командир батареи 22-й гвардейской мотострелковой бригады. С 1947 года — на хозяйственной, общественной и политической работе. В 1947—1991 гг. — организатор сельскохозяйственного производства в Киевской и Черкасской областях Украинской ССР, инструктор Черкасского обкома КП Украины, партийный работник в Черкасской области, первый секретарь Уманского райкома КП Украины, первый секретарь Тальновского райкома КП Украины, заместитель председателя Черкасского областного отделения организации охраны памятников истории и культуры.
Избирался народным депутатом СССР. Делегат XXV съезда КПСС.
Умер после 1991 года.